# Corisco Bay
Die Corisco Bay (auch: Baie de Corisco, Bahía de Corisco, Corisco Bai genannt) ist eine Bucht im Südosten des Golfes von Guinea. Sie ist damit Teil des Atlantischen Ozeans.

## Geografie
Die Bucht ist Teil der wesentlich größeren Bucht von Bonny und wird von einem etwa 40 Kilometer tiefen und 65 Kilometer breiten Küsteneinschnitt im Grenzgebiet von Äquatorialguinea und Gabun gebildet.
Im Norden ist die Küste der Bucht Teil des Staatsgebiets von Äquatorialguinea. Im Nordosten entwässert der Río Muni in die Bucht, der gleichzeitig die Grenze zu Gabun bildet. Am Nordufer des Muni liegt die Siedlung Cogo, südlich liegt die Siedlung Cocobeach. Im Süden bildet das Ästuar Baie de Mondah die Begrenzung der Bucht.

## Name
Namensgeber der Bucht ist die Insel Corisco, die zentral in der Mitte der Bucht gelegen ist.

## Weblink
- Corisco Bay auf GeoNames